# Schloss Dornburg (Gommern)

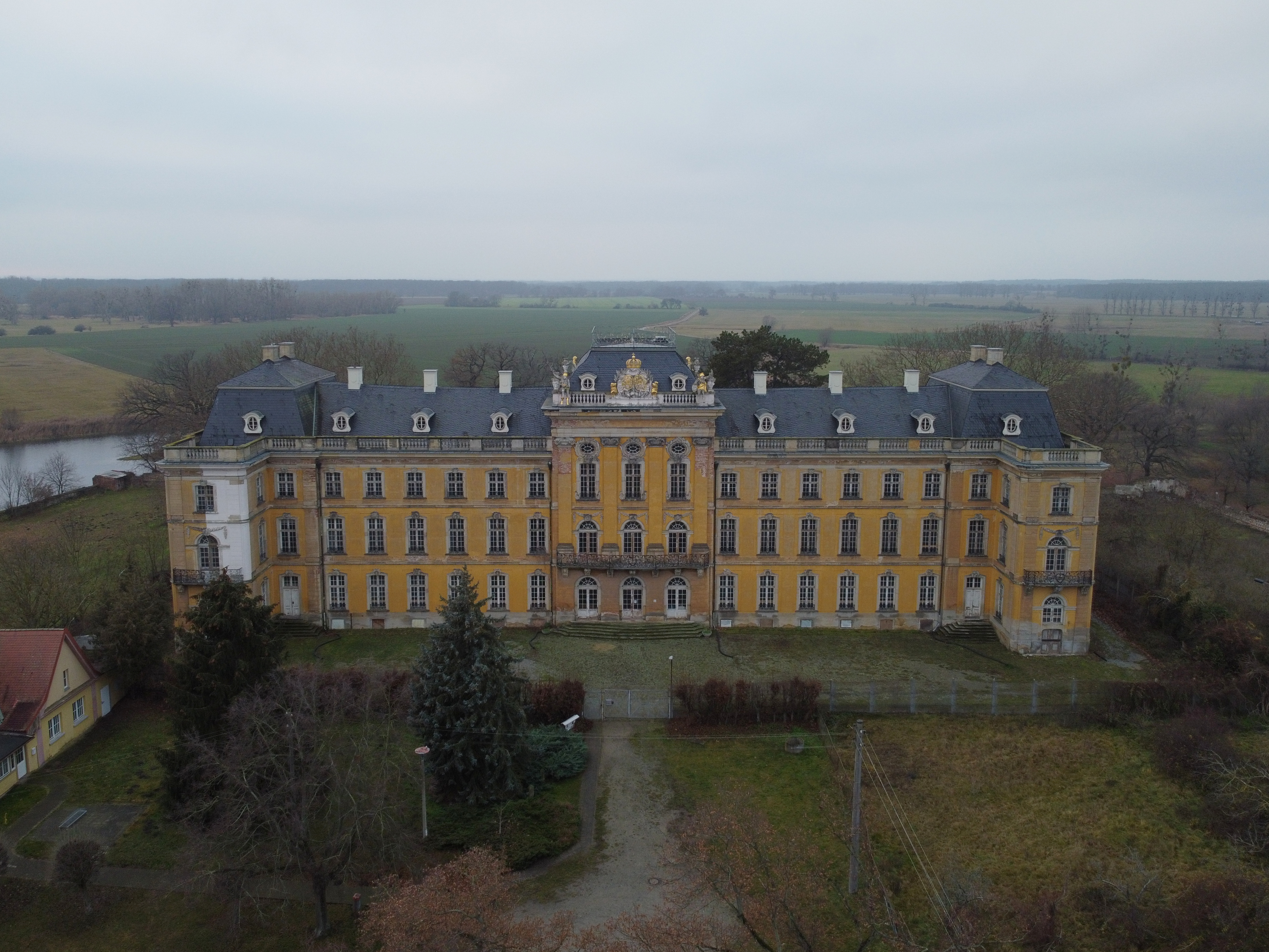
Schloss Dornburg im Luftbild von der Hofseite

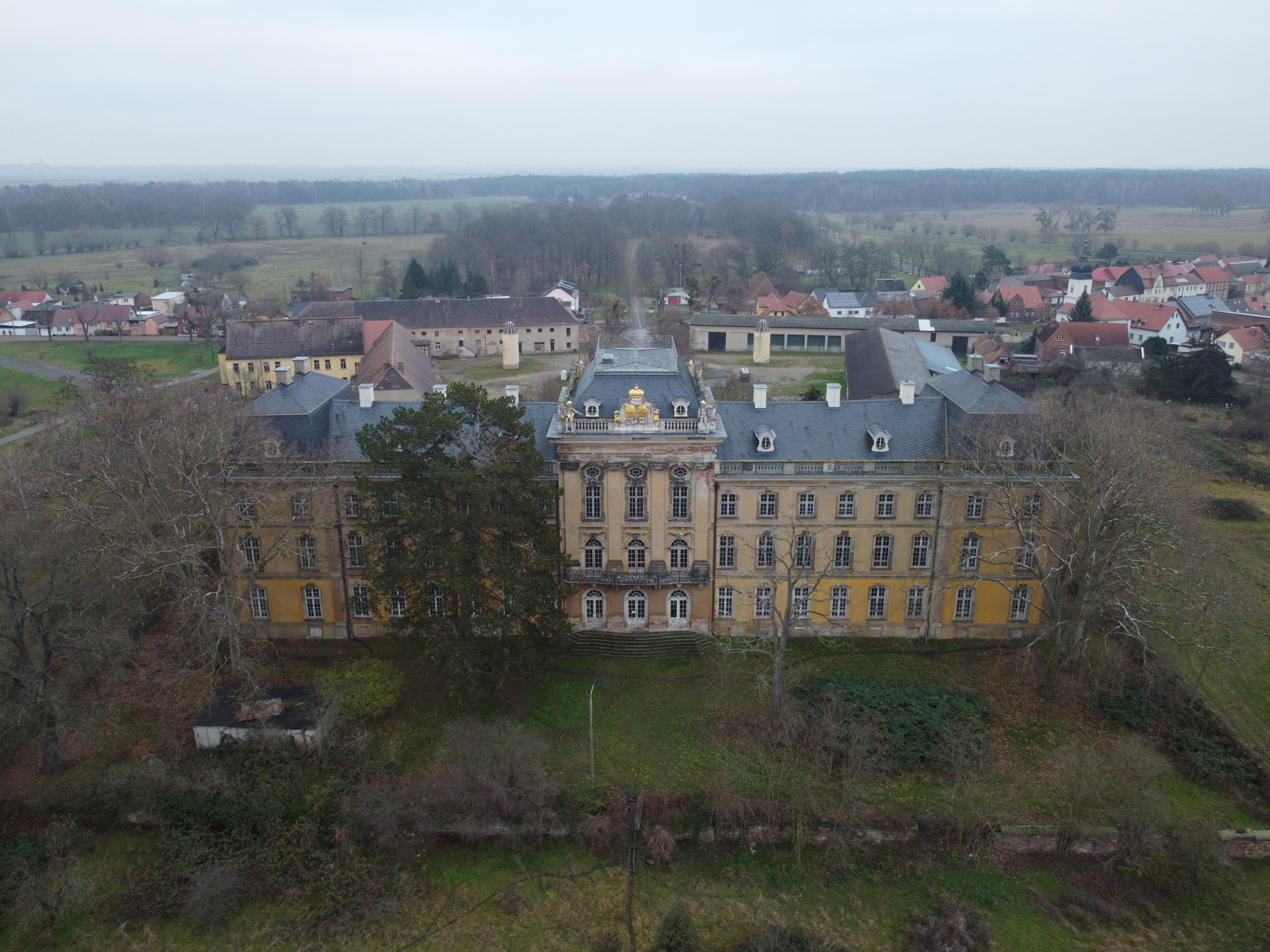
Die Parkseite von Schloss Dornburg

Das Schloss Dornburg befindet sich in Dornburg, einem Ortsteil von Gommern in Sachsen-Anhalt. Von der durch den Barockbaumeister Friedrich Joachim Stengel (1694–1787) geplanten Schlossanlage wurde nur der Mittelbau, das Corps de Logis fertiggestellt. Das Schloss befand sich bis 2018 im Besitz des Landes Sachsen-Anhalt und wurde dann an eine Investmentgesellschaft verkauft.

## Bauherr und Architekt
Nach dem Tode eines Lehnsnehmers aus der Familie von Münchhausen im Jahre 1674 fiel die Herrschaft Dornburg zurück an das Haus Anhalt-Zerbst. (Zur Vorgeschichte: siehe den Artikel Dornburg (Gommern).)

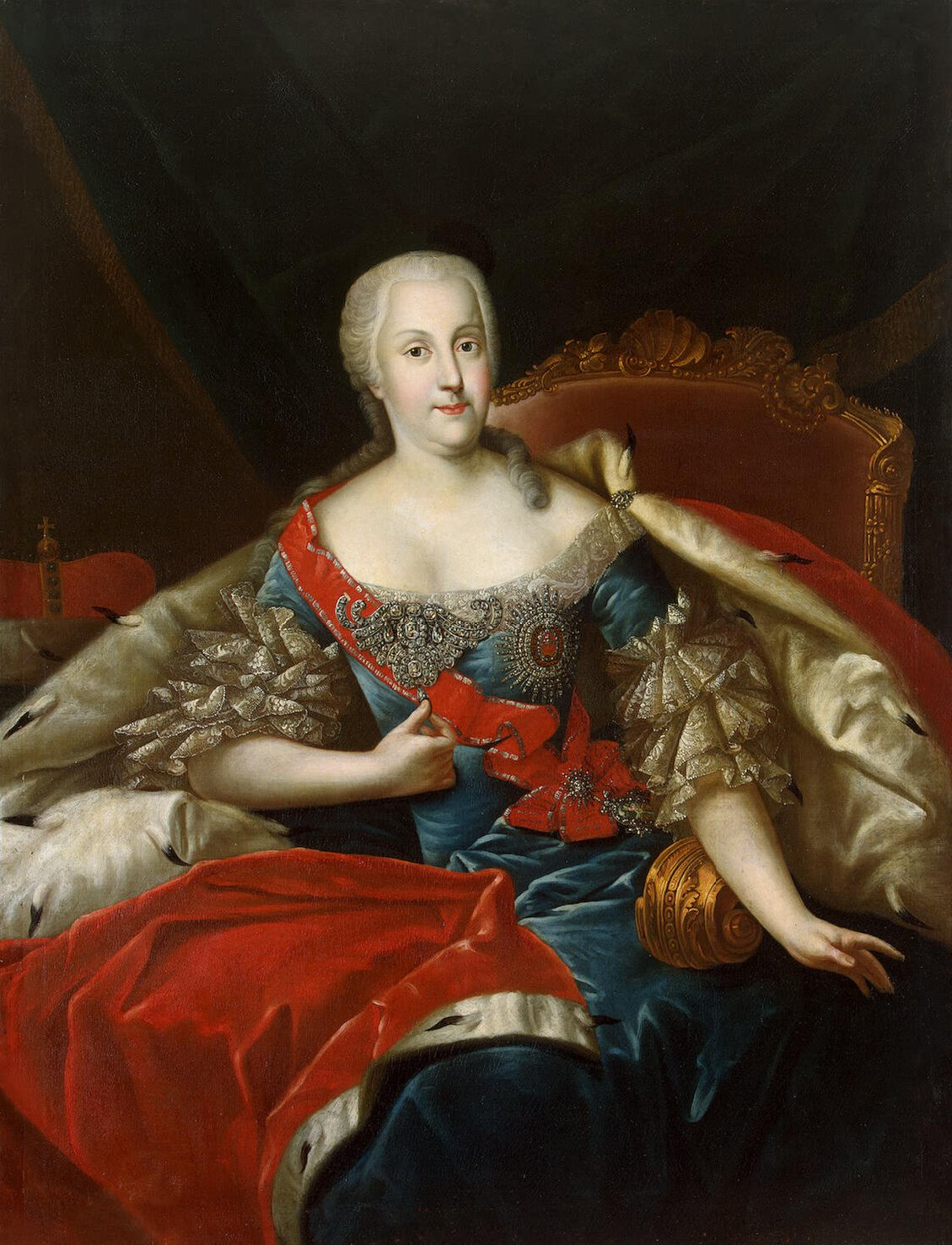
Johanna Elisabeth von Anhalt-Zerbst (1712–1760)

Anstelle eines am 28. Juli 1750 abgebrannten Vorgängerbaues, den Fürst Karl Wilhelm nach 1674 hatte errichten lassen, war nunmehr Fürstin Johanna Elisabeth von Anhalt-Zerbst Bauherrin des neuen Schlosses, eine geborene Herzogin von Holstein-Gottorf, Schwester des schwedischen Königs Adolf Friedrich. Sie wohnte nach dem Tod ihres Gemahls Christian August von Anhalt-Zerbst zunächst in dem Vorgängerbau, einer Dreiflügelanlage, die der Hofbaumeister Johann Christoph Schütze geplant hatte. Mit dem Wiederaufbau beauftragte sie im September 1750 den aus Zerbst gebürtigen, aber seit 1733 in herzoglich nassauischen Diensten stehenden Baumeister Friedrich Joachim Stengel, der 1734–37 das Schloss Biebrich um zwei Seitenflügel erweitert und 1738–48 das Neue Schloss Saarbrücken errichtet hatte.
Stengel ließ sich Terrainaufnahmen nach Saarbrücken kommen und fertigte Pläne zu der neuen Schlossanlage. Mit der Genehmigung des Saarbrücker Fürsten reiste er am 3. März 1751 nach Zerbst. Nach seiner Besichtigung des Baus empfahl er den Abbruch des noch bestehenden Mauerwerks. Aus den ausgewerteten Schriftquellen lässt sich schließen, dass die Herzogin und Stengel eine hufeisenförmige Anlage planten, errichtet wurde jedoch nur der große mittlere Hauptteil der Schlossanlage, das Corps de Logis. Die Realisierung des Projekts lag weitgehend in den Händen des Zerbsters Carl Wilhelm Christ, den Stengel brieflich unterstützte. Das Schloss Dornburg war als Landschloss zum zeitweiligen Aufenthalt des Hofes beziehungsweise als Witwensitz der Bauherrin geplant.
Größe und Pracht des Bauwerks sollten dem etwaigen Empfang des königlich-schwedischen Bruders sowie der kaiserlichen Tochter der Bauherrin den würdigen Rahmen bieten, denn die Tochter Katharina war seit 1745 mit dem russischen Thronfolger verheiratet (und regierte ab 1762 als Katharina die Große). Zu diesen Besuchen kam es aber nie. Das Schloss wurde bis auf die Treppenhäuser und einige Stucksäle im Innern nicht fertig ausgebaut. Als 1758, zu Beginn des Siebenjährigen Krieges, aufgrund des Krieges zwischen Preußen und Russland das Fürstentum von preußischen Truppen besetzt wurde, musste die Fürstin, wie auch ihr Sohn Friedrich August, außer Landes fliehen und starb zwei Jahre später in Paris. Nach dem Tode von Friedrich August 1793 wurde das Fürstentum Anhalt-Zerbst 1797 in der Zerbster Teilung zwischen den übrigen anhaltischen Staaten Anhalt-Bernburg, Anhalt-Köthen und Anhalt-Dessau aufgeteilt. Dornburg fiel an August Christian Friedrich von Anhalt-Köthen. Er und die späteren Köthener Fürsten hatten kein Interesse mehr an dem Bau.
Der Kunsthistoriker Udo von Alvensleben schreibt 1928:

„Dornburg ist Stengels Hauptwerk... und eines der wichtigsten Bauwerke des Spätbarocks in Norddeutschland... Reizvoll sind die Seitenrisalite, die schmiedeeisernen Balkons, die Putten der Dachbalustraden, die französischen Dach- und Mansardenformen. Der Mittelrisalit ist weniger glücklich in den Proportionen... Bauten und Gärten sehen erbarmungswürdig aus und werden daher auch ungern gezeigt. Der Schloßbau ging sicher schon damals über die Zerbster Verhältnisse und wurde vielleicht nur auf Kosten der russischen Beziehungen mit russischem Geld unternommen. In dem viel zu weiten Rahmen hat eine Witwe ein paar langweilige Jahrzehnte verbracht. Dann starb das Haus Zerbst aus, Dornburg fiel in fremde Hände, und der rein französische Bau sieht seitdem mit seinen leeren Fensterreihen verraten und verkauft über die Elbauen und gibt dem Vorüberkommenden Rätsel auf. Verfallserscheinungen verstimmen das Unterbewußtsein. Verfall ohne Würde ist nicht einmal romantisch anziehend. Ungern sehen wir die Meisterwerke unserer Vorfahren und die Zeugen höher gerichteter Gesinnungen so verkommen. Die deutsche Provinz lebt in den Trümmern des feudalen Zeitalters. Jeder Schritt überzeugt uns von den Reichtümern angehäufter Kulturwerte, die jedoch für das Bewußtsein des Volkes wenig bedeuten, trotz aller Bestrebungen, sie hier und dort zu neuem Leben zu erwecken.…“

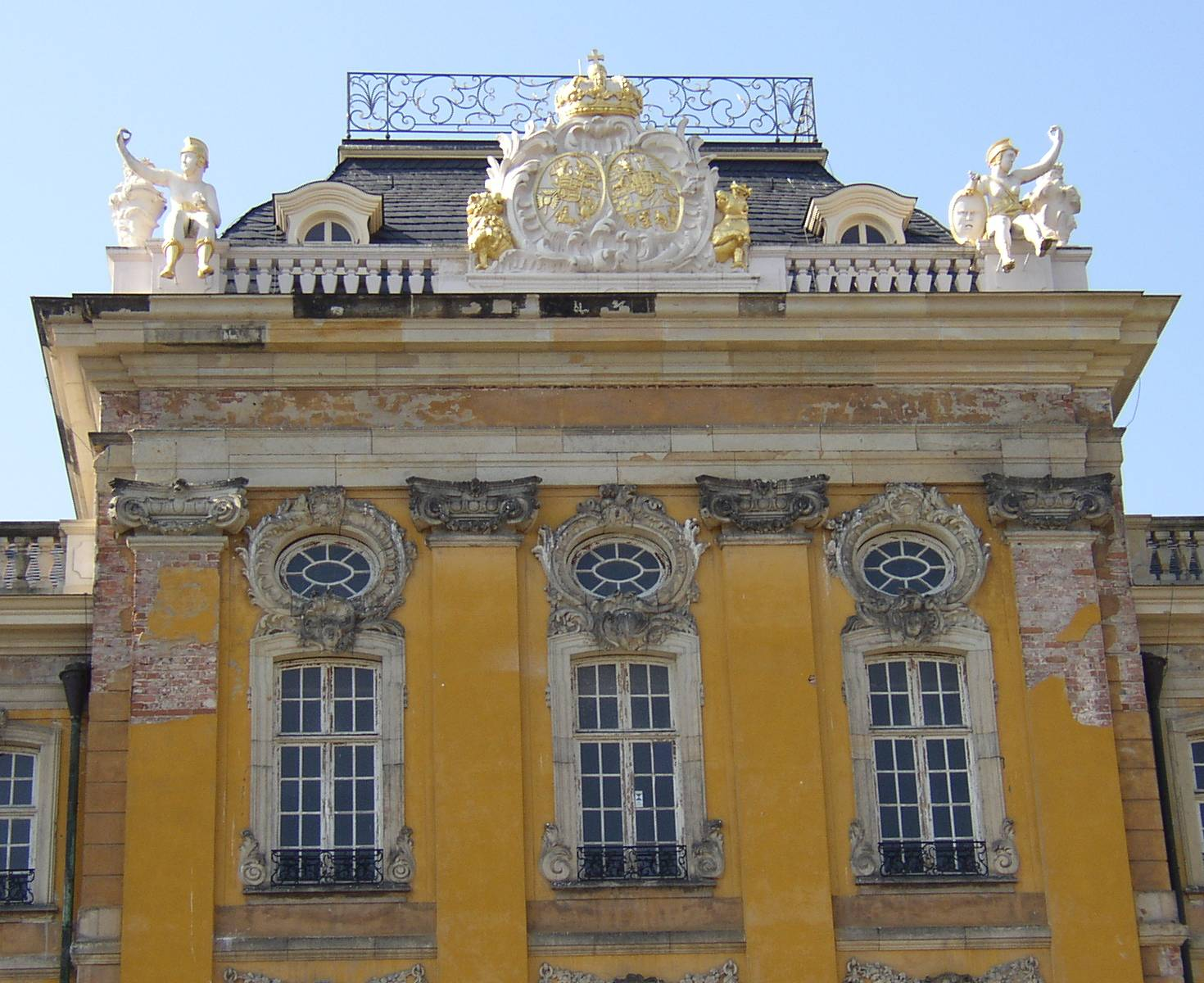
Mittelrisalit Schloss Dornburg an der Elbe mit dem Allianzwappen Haus Anhalt und Holstein-Gottorf

## Die Baupläne von F. J. Stengel
Zahlreiche Archivalien aus dem Bestand der Kammer Zerbst berichten ab 1750 zum von F. J. Stengel geplanten Schlossbau. Der Kunsthistoriker Karl Lohmeyer sichtete erstmals 1911 diese Bauakten.
Die Planung des Schlosses erfolgte zwischen Herbst 1750 und Frühjahr 1751. Aus den Briefen zwischen Bauherrin und Architekt und den Akten der Fürstlichen Kammer erschließt sich, dass für die neue Schlossanlage mehrere Entwürfe gefertigt wurden. Im Jahre 2002 wurde in der St. Petersburger Eremitage Planmaterialien zum Neubau des Schlosses Dornburg aufgespürt, welche jedoch nicht vollständig mit dem ausgeführten Bau übereinstimmen. Die Zeichnungen sind weder datiert noch signiert. Die aufgefundenen Grundrisspläne werden dem Zeichner Johann Wilhelm Christ zugeschrieben, der die stengelschen Originale kopiert haben dürfte. Die Raumbeschriftungen in den Plänen werden der Fürstin Elisabeth von Anhalt-Zerbst zugeordnet. Der aufgefundene Aufriss wird als von Stengel gezeichneter Originalentwurf angesehen.

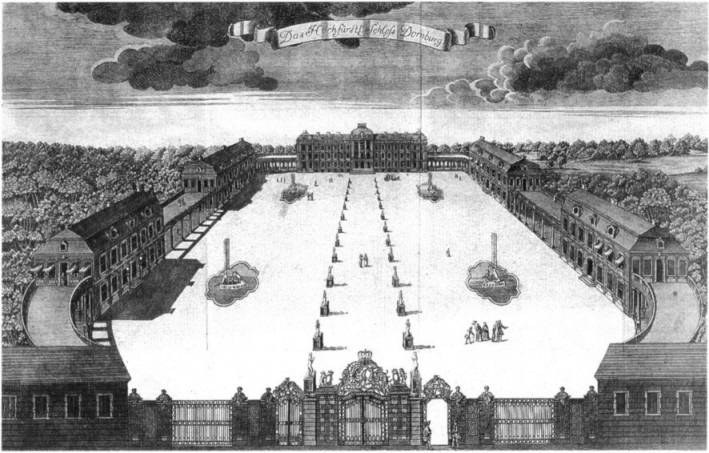
Johann Christian Püschel: Das Hochfürstliche Schloß Dornburg, Kupferstich 1757 (Landesamt für Denkmalpflege und Archäologie Sachsen-Anhalt, Halle; Archiv)

## Beschreibung der geplanten Schlossanlage
Das dreigeschossige Corps de logis war über begehbare Säulenkolonnaden mit vier zweigeschossigen Pavillons und der Toranlage verbunden. Zentrum der Anlage ist das errichtete monumentale Corps de logis mit 19 Fensterachsen und den drei Hauptachsen des Mittelrisalits. Entsprechend der Bauaufgabe eines „maison de plaisance“, bzw. „retraite“ ist deren Disposition mit entsprechenden französischen Schlossanlagen zu vergleichen. Das Corps de Logis ist auf den als Festplatz konzipierten Hof ausgerichtet. Der Zugangsweg in Mittelachse der Schlossanlage wird durch eine Allee von 26 kolossalen Statuen flankiert. In Mittelachse jedes der vier Pavillons ist eine Fontäne in ovalen, aus geschweiften Bögen zusammengesetzten Becken disponiert, welche mit Skulpturen nach Fabeln von Jean de La Fontaine und auf Delphinen reitenden Putten ausgestattet sind.

## Nutzung des Schlosses
Das Schloss sollte Witwensitz der Fürstin Johanna Elisabeth von Anhalt-Zerbst werden. Weil diese wegen des Siebenjährigen Krieges 1758 nach Paris fliehen musste, ist sie nie in das Schloss eingezogen. Der Grund war, dass sie im Krieg gegen die Preußen intrigierte und sich auf die Seite der Franzosen schlug.
1872 erwarb der Gutsherr Justus Leopold Hühne das Schloss von den Herrschern des Fürstentums Anhalt-Köthen.
Während der Zeit des Nationalsozialismus wurden Teile des Schlosses Dornburg an die SA verpachtet, die dort eine Sportschule untergebracht haben soll. Im Keller – der aus großzügigen Kreuzgewölben besteht – wurden Regimegegner gefoltert. Es gab ein Arbeitslager und ein sogenanntes „wildes KZ“, in das willkürlich verhaftete Menschen gebracht wurden. Einer der Inhaftierten war der Magdeburger Arzt und Kommunist Otto Schlein.
In der DDR sollte das Schloss zunächst abgerissen werden. Dieser Abriss erfolgte nicht, das Schloss wurde eine Außenstelle des Staatsarchives der DDR, die von der Staatssicherheit der DDR betrieben wurde. Darin wurden rund zehn Millionen höchst sensible Akten über ehemalige Wehrmachts-Angehörige verwahrt. Akten, die die Stasi propagandistisch nutzen wollte, um westdeutschen Eliten mögliche NS-Verstrickungen vorzuhalten. Das Schloss wurde zum Schutz des Archivs mit einer Hundelaufanlage und einem heute noch existierenden Streckmetallzaun geschützt. Im Schloss wurden u. a. Betondecken eingezogen, die die Archivschränke tragen konnten.
Nach 1990 wurde das Schloss als Depot und Restaurierungswerkstatt des Landesarchäologen für die Vor- und Frühgeschichte genutzt.
Im Jahr 2018 wurde das Schloss für 761.000 Euro an die  Chayros Holding GmbH mit Sitz in Berlin verkauft. Der Kaufvertrag soll eine sogenannte Rückauflassungsvermerkung zu Gunsten des Landes Sachsen-Anhalt beinhalten, mit der die Käuferin zu die Denkmalsubstanz nachhaltig erhaltenden Sanierungsmaßnahmen veranlasst werden soll.
Über die denkmalgerechte Sanierung liegen keine Kenntnisse vor. Eine dauerhafte Nutzung des Schlosses gibt es bisher nicht. Es wird sporadisch für Filmaufnahmen und Feiern vermietet. Die Dornburger Laientheatergruppe „Bühnchen“ nutzt Räume des Schlosses für Theateraufführungen.
Seit 2024 finden im Schloss und dem angrenzenden Garten das CoSy Festival und das Traumburg Festival statt.